# خلية لمفاوية ذاتية المنشأ
في عملية زرع الأعضاء، تشير الخلية اللمفاوية ذاتية المنشأ، إلى خلايا الدم البيضاء الخاصة بالشخص. للخلايا الليمفاوية عدد من الأدوار في الجهاز المناعي، بما في ذلك إنتاج الأجسام المضادة وغيرها من المواد التي تحارب العدوى والأمراض الأخرى.